# 宇城市立小野部田小学校
宇城市立小野部田小学校（うきしりつ おのへたしょうがっこう）は、熊本県宇城市小川町南小野にある公立小学校。

## 沿革
- 1876年（明治9年） - 吉里小学校を北部田に開校
- 1897年（明治30年） - 吉里小学校を、小野部田尋常小学校と改称
- 1918年（大正7年） - 小野部田尋常高等小学校と改称
- 1941年（昭和16年） - 小野部田国民学校と改称
- 1947年（昭和22年） - 小野部田村立小野部田小学校と改称、小野部田村立小野部田中学校設置
- 1955年（昭和30年） - 町村合併により益南村立益南東部小学校と改称
- 1958年（昭和33年） - 町村合併により小川町立小野部田小学校と改称
- 1976年（昭和5年） - 創立100周年
- 2005年（平成17年） - 町村合併により宇城市立小野部田小学校と改称

## 関係機関
- 宇城市立小川中学校